# Francisco Javier Bogarín
Francisco Javier (o Xavier) Bogarín y Villamayor (Carapeguá, 1763 - Paraguay, 1835) fue un sacerdote y docente paraguayo que participó en el congreso del 24 de julio de 1810 y en los sucesos cívico-militares que culminaron el 14 y 15 de mayo de 1811 con la incorporación de dos consocios al gobierno provincial. Actuó también en el congreso del 17 al 20 de junio de 1811 que subrogó el gobierno de Bernardo de Velasco  en la Junta Superior Gubernativa en la que ocupó el cargo de vocal.

## Biografía y estudios
Francisco Javier Bogarín nació en 1763 en la localidad de Carapeguá, hoy departamento de Paraguarí. Sus padres fueron Francisco Bogarín y María Paula Villamayor. Siendo joven fue enviado por sus padres a estudiar en la Universidad Real de Córdoba del Tucumán. Allí cursó sus estudios de segundo y tercer nivel en el Colegio Real Convictorio de Nuestra Señora de Monserrat donde se ordenó sacerdote y en 1784 se graduó de doctor en Sagrada Teología . Del paso por esas aulas le quedó el recuerdo de compañeros como Juan José Paso y Mariano Medrano que tuvieron destacada actuación  política en Buenos Aires luego de mayo de 1810.

## Actividad docente
De vuelta a Asunción, Bogarín demostró sus cualidades oratorias y amplios conocimientos. Fue nombrado como Secretario de Cámara del obispo Nicolás Videla del Pino que años después pasaría a la nueva diócesis obispal creada en Salta. 
En 1783, el gobernador Pedro Melo de Portugal informó al virrey Vértiz  que había exhortado al Cabildo Eclesiástico de Asunción que debía contar con su acuerdo para hacer nombramientos en las Viceparroquias en su calidad de Real Vice Patrono de la provincia. En 1787, Bogarín  participó indirectamente en una querella parecida entre el gobernador Melo y el vicario del obispado Juan Bernardo Arroquia de Oses. Melo, nuevamente en defensa del vicepatronato, que también lo autorizaba a designar catedráticos en el Colegio Seminario Conciliar de San Carlos de Asunción, nombró a Juan Antonio de Zavala, a Bogarín y a José Gaspar Rodríguez de Francia como profesores de las cátedras de Prima de Teología, Filosofía y  Vísperas de Teología respectivamente. Cuando estos se presentaron ante el provisor Arroquia este no quiso recibirlos. Luego de una larga discusión con el gobernador, Arroquia se comprometió a presentar las ternas para cada cátedra. Utilizando una maniobra formal, Arroquia integró tres ternas  con los mismos postulantes cambiando solo el orden entre ellos: Zavala, Bogarín y  su preferido, José Baltasar de Casajús que pertenecía al dominante clan de la familia Casajús de Corrientes. El gobernador las rechazó  por no figurar en ellas Rodríguez de Francia y otros candidatos. Después que Arroquia fue obligado a abandonar el Paraguay inculpado por otros "extraviados manejos y turbios procederes" se presentaron a concurso para la cátedra de Vísperas de Teología Bogarín y Rodríguez de Francia resultando vencedor este último.
El 1° de marzo de 1790, los doctores Zavala, catedrático de Prima de Teología, y el doctor Francia, catedrático de Vísperas de Teología, protestaron ante el gobernador de la provincia por el nombramiento de Bogarín como  vicecancelario del Colegio San Carlos. Dicho nombramiento, realizado por fuera del derecho,  lo hizo el cancelario Antonio de la Peña. Se desconoce el resultado de esta protesta. Lo cierto es que tres años después, en un documento del cabildo eclesiástico fechado el 17 de octubre de 1793, Bogarín figuraba como cancelario y profesor de la cátedra de Segunda de Teología de dicho colegio.
En 1796 la cátedra de Filosofía fue ocupada por Sebastián Patiño. Tanto el gobernador como el virrey se opusieron a tal nombramiento irregular porque se  había hecho intencionalmente en muy poco tiempo para impedir que otros candidatos pudieran presentarse beneficiando de esta manera a  Patiño. Por tal motivo se resolvió llamar a una nueva oposición, admitir la presencia del clero secular y que la designación pudiera ser a perpetuidad. Bogarín ganó el concurso y ocupó esa cátedra. Tenía entonces 33 años.

## Actividad política

### Congreso del 24 de julio de 1810
Al igual que otros miembros de la iglesia, tanto criollos como españoles, Bogarín se mostró partidario del proceso político autonómico que se estaba dando en el Paraguay como parte del que se había desatado en toda la América española a partir de 1810. Fue invitado a participar en el congreso del 24 de julio de 1810 que rechazó la superioridad de la junta de Buenos Aires sobre el Paraguay y que reconoció  la legalidad del Consejo de Regencia de Cádiz como representante del rey Fernando VII sometiéndose a ella. Gracias a Bogarín se conoce el discurso del doctor Francia en esa asamblea: 

La única cuestión que debe debatirse en esta asamblea y decidirse por mayoría de votos es cómo debemos defender y mantener nuestra independencia contra España, contra Lima, contra Buenos Aires y contra el Brasil; cómo debemos mantener la paz interna; cómo debemos fomentar la pública prosperidad y el bienestar de todos los habitantes del Paraguay. (Vittone, 1960, p. 13-14)

### Sucesos de mayo
El 13 de mayo de 1811 formó parte de una reunión política realizada en la casa de Fulgencio Yegros, ausente en Itapúa, a la que asistieron Pedro Juan Caballero, cuatro oficiales, Antonio Tomás Yegros y Pedro Somellera, secretario letrado de Velasco. Dos días después, según Wisner, en una reunión realizada en el cuartel, Bogarín propuso que Bernardo de Velasco fuera reemplazado por un gobierno de pocas personas y propuso un triunvirato integrado por Fulgencio Yegros y Pedro Juan Caballero. Como tercer miembro propuso al porteño Somellera que mantendría su cargo como secretario. Este triunvirato provisorio sería el encargado de proponer a una junta de notables la nueva forma de gobierno que adoptaría la provincia. Esta moción no fue aceptada y se decidió finalmente mantener a Velasco como gobernador al cual se sumó dos consocios: Juan Valeriano de Zevallos, comerciante español y alcalde de Primer Voto y el doctor Francia en reemplazo de Somellera como asesor letrado y decano.

### Congreso del 17 de junio
Bogarín integró el grupo de congresistas clérigos que en un total de 15 presbíteros y 5 frailes asistieron en representación de la iglesia al congreso realizado entre el 17 y el 20 de junio de 1811. Entre ellos estaban Fernando Caballero, José Agustín Molas y el provisor y vicario general, el correntino José Baltasar de Casafús. Todos apoyaron la moción de Molas que logró la mayoría de votos en la asamblea. Bogarín propuso que el nombre del nuevo gobierno debía ser "Gobierno Provincial" y no "Junta" para contraponerse a la de Buenos Aires a la cual calificó como de "arrogada" y "abusiva superioridad". También fue suya la moción en minoría que propugnaba la sumisión a España contra Buenos Aires. El congreso finalmente lo nombró como uno de los vocales de la Junta Superior Gubernativa en representación de la Iglesia. El obispo titular de Asunción, el español Pedro García de Panés, que inicialmente había intercedido en los sucesos de mayo para evitar efusiones de sangre, se abstuvo después de toda actividad política.

### Primera crisis política
Al mes y días de la constitución de la Junta se produjo la primera crisis política: el alejamiento del doctor Francia debido a la injerencia de los militares del Cuartel en el gobierno y que ni Fulgencio Yegros ni Pedro Juan Caballero se hacían cargo de evitar. El 6 de agosto, la Junta envió una nota donde "suplicó" y "rogó" a Francia para que volviera al "timón" del gobierno en medio de esta "ignorante borrasca" que lo había alejado. Significativamente Bogarín no firmó esa nota.  Tres días después el comandante del Cuartel, Antonio Tomás Yegros  pidió su vuelta ante el peligro de que él mismo pudiera perder su posición entre los militares. El día 10, en una carta personal, Pedro Juan Caballero confirmó a Francia su adhesión por la "buena y acertada" dirección.
Recién el 2 de septiembre, Antonio Tomás Yegros, previo acuerdo interno con los militares del Cuartel y en representación de todos ellos, envió una nota "resolutiva" al Cabildo exigiendo el retiro de Bogarín, "por causas legítimas que a su tiempo se dirá". Solicitó además la reunión de un congreso general para nombrar al reemplazante de Francia en el supuesto caso de que este no aceptara volver. La nota pedía "que se comunique inmediatamente esta resolución a los tres vocales [sic] [Fulgencio Yegros, Caballero y Molas] que deben seguir en el despacho". Esa nota fue acompañada con un "manifiesto anónimo dirigido a la casa de los Zavala" fechado el 29 de agosto donde se exponía la existencia de "discrepancias" entre los miembros de la Junta. El cabildo cumplió la orden y lo remitió rápidamente a la Junta para que los "tres vocales"  se encargaran de remover a Bogarín alegando el "presentimiento de alguna revolución". A esto se agregó la calificación de los miembros de la disminuida Junta como "tres vocales", es decir, que los militares y después el cabildo no reconocían a Yegros como presidente de la misma. Al mismo tiempo y por medio de un emisario del cabildo solicitaron a Francia que se reincorpore al gobierno de inmediato.
La respuesta del doctor Francia de fecha 3 de septiembre consistió en exigir la subordinación de los militares al gobierno. Después de calificar la nota de los militares como "amenazante y decretoria" se preguntó: "¿Qué sería de la Junta y la provincia si a cada instante los oficiales prevalidos de las armas hubiesen de hacer temblar al gobierno?" La Junta removió interinamente a Bogarín y los militares aceptaron las condiciones del doctor Francia quien volvió al gobierno el 6 de septiembre de 1811.

### Segunda crisis política
Tres meses después de estos sucesos, el doctor Francia volvió a abandonar el gobierno casi por los mismos motivos. El cabildo de Asunción se enfrentó a la Junta que quería cubrir los dos cargos vacantes sin convocar a un congreso por temor a que este pudiera reemplazarlos. En un oficio del 31 de diciembre de 1811, el cabildo expresó que los vocales  Francia y Bogarín 

que se han retirado [sic], se hallan en pie y en actitud de poder servir a la Patria y son los hombres más sabios según la común opinión de la provincia. (Vázquez, 1975, p. 82)

 Esto implicaba que ambos mantenían el estatus de Vocales y podían reincorporarse al gobierno si se los llamaba. Solo Francia volvió al gobierno. 
Seis años después, el 4 de noviembre de 1817, siendo ya Dictador Perpetuo, el doctor Francia recordó los sucesos de diciembre de 1811: 

No es preciso traer a la memoria los medios violentos, reprobados y artificiosos que pusieron en obra para ocasionar el retiro de los otros dos vocales, a saber, el Decano que era yo mismo y el otro el doctor Bogarín. La Junta sólo con tres miembros ya no era legítima ni competente [...]  nadie que conozca las personas y circunstancias podrá imaginarse que la mente del Congreso hubiere sido autorizar, aun para tal caso, a tres individuos absolutamente inexpertos, destituidos de todo conocimiento y, en una palabra, totalmente ignorantes e ineptos [se refiere a Yegros, Caballero y Molas] y que acaso solo obtuvieron aquella colocación por los respetos y mediación de alguno de los mismos vocales de cuyo retiro eran la única causa". (Chaves, 1958, p. 123-124 y nota 9)

 Con este argumento de la falta de legalidad de aquellos "tres vocales", el doctor Francia derogó algunas resoluciones tomadas en aquel periodo.

## Causas de la remoción de Bogarín
No existe acuerdo entre los historiadores sobre los motivos de la remoción de Bogarín: 
- Justo Pastor Benítez (1937)[10]  para quien Bogarín era "ilustrado pero blando de carácter",  atribuye su destitución  ideológicamente a Francia, que quería eliminar a miembros del clero no adictos integralmente a la "revolución" y a la connivencia entre el Cabildo y Antonio Tomás Yegros que presionaron a la Junta para que lo hiciera.
- Chaves (1961)[11] sostiene que la causa del alejamiento de Bogarín nunca fue aclarado.
- White (1984)[12] afirma que el doctor Francia aprovechó la crisis con los militares para atacar a la iglesia,  el sector más débil y conservador de la elite criolla. Por eso condicionó su retorno a la expulsión de Bogarín, tarea que realizaron los militares del Cuartel donde residía en ese momento el verdadero poder.
- Peters (1996)[13]  explica el alejamiento de Bogarín  por las relaciones muy estrechas que este tenía con Somellera, partidario de la unión con Buenos Aires.
- Quevedo (1997)[14]  afirma que la oposición de Bogarín a Francia fue lo que determinó el retiro de este y que fue el interés de los militares para que volviera lo que motivó que pidieran su destitución.
- Bouvet (2009),[15] basándose en el Proceso contrarrevolucionario, expediente devuelto por el Brasil al Paraguay recién en 1981 [A.N.A. Colección Río Branco, Número 168, foliado 26], atribuye la destitución al descubrimiento de que Bogarín dirigía una "conjura" destinada a restituir en su cargo al gobernador Velasco. A fojas 3 del citado expediente figura una lista de personas que los complotados pensaban decapitar o enviar a Montevideo. En ella figuran todos los miembros de la Junta menos Bogarín.

## Alejamiento y muerte
La actuación de Bogarín dentro de la Junta duró unos 73 días. Después de su alejamiento de la política no existen datos sobre su vida y se desconoce la fecha exacta de su muerte.
Se estima que Bogarín falleció en el año 1835, en su natal Carapeguá, prácticamente en la indigencia y totalmente alejado de la política. Aunque otros afirman que en realidad falleció en Asunción ese mismo año. Sea como fuere, cuando su madre dejó su testamento en Carapeguá, en julio de 1837, Bogarín ya había fallecido.